# William F. Meggers Award
Il William F. Meggers Award (premio William F. Meggers) viene assegnato ogni anno dal 1970 dall'Optical Society of America per i contributi eccezionali alla spettroscopia. È stato istituito per onorare William Frederick Meggers e i suoi contributi nei campi della spettroscopia e della metrologia.

## Vincitori
- 1970 - George R.Harrison
- 1971 - Allen G. Shenstone
- 1972 - Charlotte Moore Sitterly
- 1973 - Curtis J. Humphreys
- 1974 - Harry Lambert
- 1975 - Jean Blaise
- 1976 - WRS Garton
- 1977 - Frank S. Tomkins, Mark S. Fred
- 1978 - Robert P. Madden
- 1980 - John G. Conway
- 1981 - Boris P. Stoicheff
- 1982 - George Series
- 1983 - William Clyde Martin Jr.
- 1984 - Robert D. Cowan
- 1985 - Theodor W. Hänsch
- 1986 - Alexander Dalgarno
- 1987 - Hans R. Griem
- 1988 - W. Carl Lineberger
- 1989 - Ugo Fano
- 1990 - David J. Wineland
- 1991 - Daniel Kleppner
- 1992 - Joseph Reader
- 1993 - Terry A. Miller
- 1994 - Steven Chu
- 1995 - Robert N. Compton
- 1996 - Robert W. Field
- 1997 - Takeshi Oka
- 1998 - William C. Stwalley
- 1999 - David J. Nesbitt
- 2000 - Roger E. Miller
- 2001 - Frank De Lucia
- 2002 - James C. Bergquist
- 2003 - Daniel R. Grischkowsky
- 2004 - Brian John Orr
- 2005 - Daniel M. Neumark
- 2006 - Jun Ye
- 2007 - Pierre Agostini
- 2008 - Michael S. Feld
- 2009 - Leo Hollberg
- 2010 - Frédéric Merkt
- 2011 - Steven Cundiff
- 2012 - Xi-Cheng Zhang
- 2013 - Louis F. DiMauro
- 2014 - François Biraben
- 2015 - Paul Julienne
- 2016 - Brooks H. Pate
- 2017 - Shaul Mukamel
- 2018 - Warren S. Warren
- 2019 - Michael D. Morse
- 2020 - Tony Heinz
- 2021 - Keith Nelson
- 2022 - Michael D. Fayer
- 2023 - Stephan Schlemmer
- 2024 - Nathalie Picqué[1]